# Pseudinca olivicolor
Pseudinca olivicolor är en skalbaggsart som beskrevs av Valck Lucassen 1933. Pseudinca olivicolor ingår i släktet Pseudinca och familjen Cetoniidae. Inga underarter finns listade i Catalogue of Life.